# Tatsuya Nakadai
Tatsuya Nakadai (仲代達矢 Nakadai Tatsuya?,  n. Tokio, 13 de diciembre de 1932) es un actor japonés de cine, teatro y televisión. 

## Biografía
Desde su descubrimiento en 1953, Nakadai ha aparecido en más de 120 películas. Es conocido por ser un actor habitual en la filmografía de Masaki Kobayashi, así como por sus papeles en varias películas de Akira Kurosawa de los años 1950 y 1960. Es uno de los actores japoneses vivos más reconocidos. En 1968 llegaría su única experiencia en el cine europeo, el spaghetti western italiano Ojo por ojo, dirigido por Tonino Cervi.

## Filmografía

### Cine
| Año  | Título                                                                      | Personaje                         | Notas                                      |
| ---- | --------------------------------------------------------------------------- | --------------------------------- | ------------------------------------------ |
| 1954 | Shichinin no Samurai (Seven Samurai [Ing])                                  | Samurái deambulando por la ciudad | No acreditado                              |
| 1956 | Hi no tori                                                                  | Keiichi Naganuma                  |                                            |
| 1956 | Hadashi no Seishun                                                          | Yūji Wada                         |                                            |
| 1956 | Sazae-san                                                                   | Norisuke Namino                   |                                            |
| 1956 | Oshidori no Ma                                                              | Andō                              |                                            |
| 1957 | Kuroi kawa (Black River [Ing])                                              | Joe                               |                                            |
| 1957 | Oban                                                                        | Shin-don                          |                                            |
| 1957 | Arakure (Untamed [Ing])                                                     | Kimura                            |                                            |
| 1957 | Hikage no Musume                                                            | Motohashi                         |                                            |
| 1957 | Zoku Oban: Fuun hen                                                         | Shin-don                          |                                            |
| 1957 | Kiken na eiyu (A Dangerous Hero [Ing])                                      | Imamura                           |                                            |
| 1957 | Zokuzoku Oban: Dotou hen                                                    | Shin-don                          |                                            |
| 1957 | Sazae-san no seishun (Sazae's Youth [Ing])                                  | Norisuke Namino                   |                                            |
| 1958 | A Boy and Three Mothers                                                     | Kensaku                           |                                            |
| 1958 | Kekkon no subete (All About Marriage [Ing])                                 | Akira Nakayama                    |                                            |
| 1958 | Buttsuke honban (Go and Get It [Ing])                                       | Hara                              |                                            |
| 1958 | Enjō                                                                        | Togari                            |                                            |
| 1958 | Hadaka no taiyō (Naked Sun [Ing])                                           | Jirō Maeda                        |                                            |
| 1959 | The Human Condition: No Greater Love                                        | Kaji                              | Papel principal                            |
| 1959 | Kagi (Odd Obsession [Ing])                                                  | Kimura                            |                                            |
| 1959 | The Human Condition: Road to Eternity                                       | Kaji                              | Papel principal                            |
| 1959 | Yaju shisubeshi                                                             | Kunihiko Date                     | Papel principal                            |
| 1959 | Ginza no onéchan (Three Dolls in Ginza [Ing])                               | Kyōsuke Tamura                    |                                            |
| 1959 | An'ya Kōro                                                                  | Kaname                            |                                            |
| 1960 | Onna ga kaidan o noboru toki (When a Woman Ascends the Stairs [Ing])        | Kenichi Komatsu                   |                                            |
| 1960 | Musume tsuma haha (Daughters, Wives, and a Mother [Ing])                    | Shingo Kuroki                     |                                            |
| 1960 | Aoi yaju (The Blue Beast [Ing])                                             | Yasuhiko Kuroki                   |                                            |
| 1960 | "Minagoroshi no uta" yori kenju-yo saraba! (Get 'em All [Ing])              | Tsubota                           |                                            |
| 1961 | Tsuma to shite onna to shite (Esposa y mujer)                               | Minami                            |                                            |
| 1961 | Yojimbo                                                                     | Unosuke                           |                                            |
| 1961 | The Human Condition: A Soldier's Prayer                                     | Kaji                              | Papel principal                            |
| 1961 | Kumo ga chigieru toki                                                       | James Kimura                      |                                            |
| 1961 | Immortal Love                                                               | Heibei                            |                                            |
| 1962 | Sanjuro                                                                     | Muroto Hanbei                     |                                            |
| 1962 | Oginsama (Love Under the Crucifix [Ing])                                    | Takayama Ukon                     | Papel principal                            |
| 1962 | Karami-ai (The Inheritance [Ing])                                           | Kikuo Furukawa                    |                                            |
| 1962 | Harakiri                                                                    | Tsugumo Hanshirō                  | Papel principal                            |
| 1962 | Madame Aki                                                                  | Uojirō Tatsumi                    |                                            |
| 1963 | Tengoku to Jigoku (High and Low [Ing])                                      | Detective jefe Tokura             |                                            |
| 1963 | Shiro to kuro (Pressure of Guilt [Ing])                                     | Ichirō Hamano                     | Papel principal                            |
| 1963 | Gojuman-nin no isan (The Legacy of the 500,000 [Ing])                       | Mitsuru Gunji                     |                                            |
| 1963 | Miren                                                                       | Ryōta Kinoshita                   |                                            |
| 1963 | Onna no rekishi (A Woman's Life [Ing])                                      | Takashi Akimoto                   |                                            |
| 1964 | Arijigoku sakusen                                                           | Ishiki                            | Papel principal                            |
| 1964 | Kwaidan                                                                     | Minokichi                         | Papel principal                            |
| 1965 | Saigo no shinpan                                                            | Jirō                              | Papel principal                            |
| 1965 | Chi to suna (Fort Graveyard [Ing])                                          | Sakuma                            |                                            |
| 1965 | Yotsuya kaidan (Illusion of Blood [Ing])                                    | Iemon                             | Papel principal                            |
| 1966 | Gohiki no shinshi (Cash Calls Hell [Ing])                                   | Oida                              | Papel principal                            |
| 1966 | Dai-bosatsu Tōge (The Sword of Doom [Ing])                                  | Ryunosuke Tsukue                  | Papel principal                            |
| 1966 | Tanin no Kao (The Face of Another [Ing])                                    | Sr. Okuyama                       | Papel principal                            |
| 1966 | Jinchoge (The Daphne [Ing])                                                 | Profesor Kanahira                 |                                            |
| 1967 | Satsujin kyo jidai (The Age of Assassins [Ing])                             | Shinji Kikyo                      | Papel principal                            |
| 1967 | Kojiro                                                                      | Miyamoto Musashi                  |                                            |
| 1967 | Jōi-uchi: Hairyō tsuma shimatsu (Rebelión)                                  | Asano Tatewaki                    |                                            |
| 1967 | Japan's Longest Day                                                         | Narrador                          |                                            |
| 1968 | Today We Kill, Tomorrow We Die!                                             | James Elfego                      |                                            |
| 1968 | Kill!                                                                       | Genta                             | Papel principal                            |
| 1968 | Admiral Yamamoto                                                            | Narrador                          |                                            |
| 1968 | Nikudan (The Human Bullet [Ing])                                            | Narrador                          |                                            |
| 1969 | Goyokin                                                                     | Magobei                           | Papel principal                            |
| 1969 | Eiko e no 5,000 kiro (Eiko's 5000 Kilograms [Ing])                          | Takeuchi                          |                                            |
| 1969 | Nihonkai daikaisen (The Battle of the Japan Sea [Ing])                      | Akashi Motojiro                   |                                            |
| 1969 | Hitokiri                                                                    | Takechi Hanpeita                  |                                            |
| 1969 | Tengu-to (Blood End [Ing])                                                  | Sentarō                           | Papel principal                            |
| 1969 | Jigokuhen (Portrait of Hell [Ing])                                          | Yoshihide                         | Papel principal                            |
| 1970 | Ezo yakata no ketto (Duel at Ezo [Ing])                                     | Daizennokami Honjo                |                                            |
| 1970 | Bakumatsu                                                                   | Nakaoka Shintarō                  |                                            |
| 1970 | Buraikan (The Scandalous Adventures of Buraikan [Ing])                      | Kataoka Naojirō                   |                                            |
| 1970 | Zatoichi Goes to the Fire Festival                                          | Ronin                             |                                            |
| 1970 | Tenka no abarembo (Will to Conquer [Ing])                                   | Yoshida Tōyō                      |                                            |
| 1971 | Inochi boni furo (Inn of Evil [Ing])                                        | Sadashichi                        | Papel principal                            |
| 1971 | Gekidō no Shōwashi: Okinawa Kessen (Battle of Okinawa [Ing])                | Coronel Hiromichi Yahara          | Papel principal                            |
| 1971 | Shussho Iwai (The Wolves [Ing])                                             | Seji Iwahashi                     | Papel principal                            |
| 1973 | Osho                                                                        | Sekine                            |                                            |
| 1973 | Ningen Kakumei (The Human Revolution [Ing])                                 | Nichiren                          |                                            |
| 1973 | Asayake no uta (Rise, Fair Sun [Ing])                                       | Sakuzo                            | Papel principal                            |
| 1974 | Karei-naru Ichizoku                                                         | Teppei Manpyō                     | Papel principal                            |
| 1975 | Seishun no mon (The Gate of Youth [Ing])                                    | Jūzō Ibuki                        |                                            |
| 1975 | Tokkan                                                                      | Hijikata Toshizō                  |                                            |
| 1975 | Wagahai wa neko de aru (I Am a Cat [Ing])                                   | Kushami Chin'no                   | Papel principal                            |
| 1975 | Kinkanshoku                                                                 | Yasuo Hoshino                     | Papel principal                            |
| 1976 | Banka                                                                       | Setsuo Katsuragi                  |                                            |
| 1976 | Zoku ningen kakumei                                                         | Nichiren                          |                                            |
| 1976 | Fumō Chitai                                                                 | Tadashi Iki                       | Papel principal                            |
| 1977 | Sugata Sanshiro                                                             | Shōgorō Yano                      |                                            |
| 1978 | Blue Christmas                                                              | Minami                            |                                            |
| 1978 | Jo-oh-bachi (Rhyme of Vengeance [Ing])                                      | Ginzo Daidoji                     |                                            |
| 1978 | Kumokiri Nizaemon (Bandits vs. Samurai Squadron [Ing])                      | Kumokiri Nizaemon                 | Papel principal                            |
| 1978 | Hi no Tori                                                                  | Ninigi                            |                                            |
| 1979 | Yami no karyudo (Hunter in the Dark [Ing])                                  | Gomyo Kiyoemon                    | Papel principal                            |
| 1980 | Kagemusha                                                                   | Takeda Shingen / Kagemusha        | Papel principal                            |
| 1980 | Ni hyaku san kochi (The Battle of Port Arthur [Ing])                        | General Nogi Maresuke             | También llamada 203 kochi. Papel principal |
| 1981 | Nihon no Atsui Hibi Bōsatsu: Shimoyama Jiken (Willful Murder [Ing])         | Yashiro                           | Papel principal                            |
| 1982 | Onimasa                                                                     | Masagoro Kiryuin                  | Papel principal                            |
| 1984 | Kita no hotaru (Fireflies in the North [Ing])                               | Takeshi Tsukigata                 | Papel principal                            |
| 1985 | Ran                                                                         | Lord Hidetora Ichimonji           | Papel principal                            |
| 1985 | Shokutaku no nai ie (The Empty Table [Ing])                                 | Nobuyuki Kidoji                   | Papel principal                            |
| 1986 | Atami satsujin jiken                                                        | Denbei Nikaido                    | Papel principal                            |
| 1987 | Hachikō Monogatari                                                          | Hidejiro Ueno                     | Papel principal                            |
| 1988 | Return from the River Kwai                                                  | Mayor Harada                      |                                            |
| 1988 | Yushun (Oracion [Ing])                                                      | Heihachiro Wagu                   |                                            |
| 1989 | Ni-ni-roku (Four Days of Snow and Blood [Ing])                              | Hajime Sugiyama                   |                                            |
| 1991 | Kagero (Heat Wave [Ing])                                                    | Tsunejiro Murai                   |                                            |
| 1991 | Florence My Love                                                            | Sakazaki                          |                                            |
| 1992 | Yíu sau dōu síh [Chin] (The Wicked City [Ing])                              | Daishu (Yuen Tai Chung)           |                                            |
| 1992 | Goh-hime (Basara – The Princess Goh [Ing])                                  | Furuta Oribe                      |                                            |
| 1992 | Tōki Rakujitsu                                                              | Sakae Kobayashi                   |                                            |
| 1993 | Kozure Ōkami: Sono Chiisaki Te ni (Lone Wolf and Cub: Final Conflict [Ing]) | Yagyu Retsudo                     |                                            |
| 1993 | Gekko no natsu (Summer of the Moonlight Sonata [Ing])                       | Kazama (posguerra)                |                                            |
| 1995 | East Meets West                                                             | Katsu Rintarō                     |                                            |
| 1996 | Miyazawa Kenji sono ai                                                      | Seijirō Miyazawa                  |                                            |
| 1999 | Ame agaru (After the Rain [Ing])                                            | Tsuji Gettan                      |                                            |
| 1999 | Spellbound                                                                  | Hideaki Sasaki                    |                                            |
| 2001 | Sukedachi-ya Sukeroku (Vengeance for Sale [Ing])                            | Umetaro Katakura                  |                                            |
| 2002 | Shiroi inu to Waltz wo (To Dance With the White Dog [Ing])                  | Eisuke Nakamoto                   | Papel principal                            |
| 2002 | Dawn of a New Day: The Man Behind VHS                                       | Konosuke Matsushita               |                                            |
| 2003 | Ashura no Gotoku (Like Asura [Ing])                                         | Kotaro Takezawa                   |                                            |
| 2005 | Otoko-tachi no Yamato (Yamato [Ing])                                        | Katsumi Kamio (75 años de edad)   |                                            |
| 2006 | Inugami-ke no ichizoku (The Inugamis [Ing])                                 | Sahei Inugami                     |                                            |
| 2009 | Hikidashi no naka no rabu retā (Listen to My Heart [Ing])                   | Kyozo Hayami                      |                                            |
| 2010 | Haru to no Tabi (Haru's Journey [Ing])                                      | Tadao Nakai                       | Papel principal                            |
| 2010 | Zatōichi Za Rasuto (Zatoichi: The Last [Ing])                               | Tendo                             |                                            |
| 2012 | Until The Break Of Dawn                                                     | Sadayuki Akiyama                  |                                            |
| 2013 | Jinrui Shikin (Human Trust [Ing])                                           | Nobuhiko Sasakura                 |                                            |
| 2015 | Yuzuriha no koro                                                            | Kenichiro Miya                    |                                            |
| 2017 | Lear on the Shore                                                           | Chōkitsu Kuwabatake               | Papel principal                            |
| 2018 | The Negotiator: Behind The Reversion of Okinawa                             | Narrador                          |                                            |
| 2022 | The Pass: Last Days of the Samurai                                          | Makino Tadayuki                   |                                            |

- La condición humana I: no hay amor más grande (Masaki Kobayashi, 1959)
- La condición humana II: el camino a la eternidad (Masaki Kobayashi, 1959)
- La condición humana III: la plegaria del soldado (Masaki Kobayashi, 1961)
- El infierno del odio (Akira Kurosawa, 1963)
- El más allá (Masaki Kobayashi, 1964)
- Ojo por ojo (Tonino Cervi, 1968)
- Kozure Ōkami: Sono Chiisaki Te ni (Akira Inoue, 1993)

### Películas animadas
| Año  | Título                          | Personaje           | Notas    |
| ---- | ------------------------------- | ------------------- | -------- |
| 1973 | Kanashimi no Belladonna         | El Diablo           |          |
| 1983 | Final Yamato                    | Narrador            |          |
| 2013 | El cuento de la princesa Kaguya | Sumiyaki no Roujini |          |
| 2014 | Giovanni's Island               | Junpei Senō         | Presente |

### Televisión
| Año  | Título                | Personaje         | Notas                                   | Cadena                   |
| ---- | --------------------- | ----------------- | --------------------------------------- | ------------------------ |
| 1971 | Shin Heike Monogatari | Taira no Kiyomori | Papel principal, Drama Taiga            | NHK                      |
| 1977 | Castle of Sand        | Eitaro Imanishi   | Papel principal                         | FUJI TV                  |
| 1995 | Daichi no Ko          | Kōji Matsumoto    | Papel principal                         | NHK                      |
| 1996 | Hideyoshi             | Sen no Rikyū      | Drama Taiga                             | NHK                      |
| 2004 | Socrates in Love      | Kentarō Matsumoto | Aparición especial                      | TBS                      |
| 2007 | Fūrin Kazan           | Takeda Nobutora   | Drama Taiga                             | NHK                      |
| 2014 | Zainin no Uso         | Kenzō Haneda      |                                         | Wowow                    |
| 2015 | Haretsu               | Kuraki            |                                         | NHK                      |
|      | Hatashiai             | Sanosuke          | Papel principal. Película de televisión | Jidaigeki Senmon Channel |
| 2016 | Kyoaku wa Nemurasenai | Yōhei Tachibana   |                                         | TV Tokyo                 |
|      | Cold Case             |                   |                                         | Wowow                    |
| 2017 | Henkan Kōshōnin       | Narrador          | Película de televisión                  | NHK                      |
| 2020 | The Return            | Unokichi          | Papel principal. Película de televisión | Jidaigeki Senmon Channel |

## Teatro
| Año  | Título                     | Personaje             | Director                    |
| ---- | -------------------------- | --------------------- | --------------------------- |
| 1964 | Hamlet                     | Hamlet                | Koreya Senda                |
| 1968 | Yotsuya Kaidan             | Tamiya Iemon          | Eitaro Ozawa                |
| 1971 | Othello                    | Othello               | Koreya Senda                |
| 1974 | Richard III                | Richard               | Toshikiyo Masumi            |
| 1975 | The Lower Depths           | Satine                | Toshikiyo Masumi            |
| 1978 | Oedipus Rex                | Oedipus               | Tomoe Ryu (Yasuko Miyazaki) |
| 1982 | Macbeth                    | Macbeth               | Tomoe Ryu (Yasuko Miyazaki) |
| 1990 | Cyrano de Bergerac         | Cyrano de Bergerac    | Tomoe Ryu (Yasuko Miyazaki) |
| 2000 | Death of a Salesman        | William "Willy" Loman | Kiyoto Hayashi              |
| 2001 | The Merry Wives of Windsor | John Falstaff         | Kiyoto Hayashi              |
| 2005 | Driving Miss Daisy         | Hoke                  | Ikumi Tanno                 |
| 2008 | Don Quixote                | Miguel de Cervantes   | Ikumi Tanno                 |
| 2010 | John Gabriel Borkman       | John Gabriel Borkman  | Tamiya Kuriyama             |
| 2013 | Bluebeard's Castle         | The Bard              | Michiyoshi Inoue            |
| 2014 | Barrymore                  | John Barrymore        | Ikumi Tanno                 |
| 2014 | Romeo and Juliet           | Father Lawrence       | Ikumi Tanno                 |